# Il male oscuro (romanzo)
(Il male oscuro)
Il male oscuro è un romanzo del 1964 di Giuseppe Berto. Si è aggiudicato in una sola settimana due premi letterari prestigiosi: il Premio Viareggio e il Premio Campiello.
Il libro è stato tradotto in francese, inglese, spagnolo e tedesco.

## Contenuto del libro
L'analisi del vissuto dell'autore è condotta mediante l'uso del flusso di coscienza senza interposizioni narrative. L'autore nel romanzo rivela i diversi avvenimenti della sua infanzia, in primo luogo il suo rapporto difficile con il padre (che lo spinge verso la depressione in seguito alla morte del genitore) e poi il suo complesso di Edipo, quindi l'ambigua e latente conflittualità sessuale nonché lo smodato desiderio di gloria del protagonista, a sua volta all'origine di forti sensi di colpa.
La trama segue la descrizione dell'attuale stato della malattia (che dura complessivamente un decennio), il matrimonio e la nascita della figlia Augusta, in un continuo alternarsi di flashback. La costante ricerca di medici più o meno esperti, dopo varie vicissitudini, spinge il protagonista a rivolgersi a uno psicoanalista (Nicola Perrotti, anonimo nel romanzo) che risolverà in parte i suoi problemi. Dichiarato guarito dal medico, scopre il tradimento della moglie, in seguito al quale lascia la famiglia e decide di ritirarsi in Calabria.
Nel suo continuo interrogarsi sulle cause che gli procurano tanto dolore fisico, l'autore non smette mai una sorta di dialogo con Dio, la Madonna e Sant'Antonio da Padova; unisce suppliche ed invettive nel linguaggio proprio della sua terra (la campagna veneta). Pur non frequentando la chiesa e i Sacramenti, né il cimitero, egli trasfonde sempre nel suo testo un clima di sofferta religiosità, che si sublima nella frase finale, in cui chiede di essere congedato.
(Explicit de Il male oscuro.)

## Opere derivate
Nel 1989, da quest'opera è stato tratto un film omonimo, con Giancarlo Giannini, Stefania Sandrelli, musiche di Nicola Piovani e regia di Mario Monicelli.

## Edizioni
- Il male oscuro, Rizzoli, Milano 1964.
- Il male oscuro, nota introduttiva di Carlo Salinari, Biblioteca universale Rizzoli, Milano 1977.
- Il male oscuro, saggio introduttivo di Carlo Emilio Gadda, Mondadori, Milano 1979.
- Il male oscuro, con una nota di Cesare De Michelis, Marsilio, Venezia 1989.
- Il male oscuro, a cura di Ave Gagliardi, A. Mondadori scuola, Milano 1994.
- Il male oscuro, prefazione di Goffredo Buccini, RCS Quotidiani, Milano 2003.
- Il male oscuro, postfazione di Carlo Emilio Gadda, con un testo di Emanuele Trevi, Collana Bloom, Neri Pozza, Vicenza 2016, ISBN 978-88-545-1406-5.

### In altre lingue
- (EN)  Incubus, traduzione di William Weaver, Hodder & Stoughton, London 1966.
- (FR)  Le Mal obscur, traduzione di Louis Bonalumi, Ed. du Seuil, Paris, 1968.
- (DE)  Meines Vaters langer Schatten, traduzione di Susanne Hurni-Maehler, Claassen, Hamburg, Düsseldorf 1968.
- (ES)  El mal oscuro, traduzione di Sergio Pitol, Seix Barral, Barcelona 1970.